# Échenilleur linéolé
Coracina lineata
Espèce
Statut de conservation UICN

 LC  : Préoccupation mineure
L'Échenilleur linéolé (Coracina lineata) est une espèce d'oiseaux de la famille des Campephagidae.

## Répartition
Il fréquente la région littorale de l'est de l'Australie, la Nouvelle-Guinée et les îles Salomon.